# Venezia EuroNight
A Venezia EuroNight egy a MÁV-START, a HŽ, az SŽ és a Trenitalia által közlekedtetett EuroNight vonat volt (vonatszám: EN 240/440-241/441), ami Budapest-Keleti pályaudvar és Venezia Santa Lucia között, Zágráb és Ljubljana érintésével közlekedett. Naponta egy-egy pár közlekedett a MÁV-START által kiállított nagysebességű kocsikkal. A szerelvény bizonyos napokon moszkvai közvetlen kocsikat is továbbított.

## Története
Az első Venezia EuroNight (kezdetben Expressz) 1994. május 29-én indult Budapestről Velencébe, de a két város között már a 19. században is jártak közvetlen hálókocsis szerelvények. A járat a jelentős kihasználtság ellenére a 2011-es menetrendváltással megszűnt, elsősorban az olasz vasúttársaság által megemelt díjak miatt, melyet a MÁV-START már nem fizetett ki. Az utolsó szerelvény Velence felé 2011. december 9-én, Budapest felé december 10-én közlekedett. A december 10-én kifelé induló vonat csak Gyékényes állomásig közlekedett. A közvetlen vonat megszűnése óta Velencét bécsi átszállással lehet elérni.

## Vonatösszeállítás
A története során a szerelvényösszeállítás folyamatosan változott. Az utolsó években a szerelvény jellemzően egy (főszezonban kettő) fekvőhelyes kocsiból (Bc vagy Bcmz) egy hálókocsiból (WLAB) egy étkezőkocsiból (WRmz vagy WRbumz) és legalább 3 ülőhelyes kocsiból (Bmz/Bpmz/Bvmz/Apmz)állt, de előfordult benne Moszkvai közvetlen hálókocsi, román közvetlen kocsik (legtöbbször egy Bmee és egy WLABmee), AcBc 1-2. osztályú fekvőhelyes kocsi, Budapest - Gyékényes között Abyee és Byee kocsi is. A szerelvény utolsó teljes útján két ülőkocsiból (Bpmz és Bvmz), egy fekvőhelyes kocsiból (Bc), egy hálókocsiból (WLAB) és egy étkezőkocsiból (WRmz) állt.

## Útvonala
| A járat indításakor - Budapest-Keleti pályaudvar - Kelenföld - Székesfehérvár - Siófok - Fonyód - Balatonszentgyörgy - Nagykanizsa - Gyékényes - Koprivnica (Horvátország ) - Zagreb Glavni kolodvor - Dobova (Szlovénia ) - Ljubljana - Sežana - Villa Opicina (Olaszország ) - Trieste Centrale - Venezia Mestre - Venezia Santa Lucia | A járat megszűnésekor - Budapest-Keleti pályaudvar - Kelenföld - Székesfehérvár - Siófok - Balatonföldvár - Balatonlelle - Balatonboglár - Fonyód - Balatonszentgyörgy - Nagykanizsa - Gyékényes - Koprivnica (Horvátország ) - Križevci - Vrbovec - Dugo Selo - Zagreb Glavni kolodvor - Dobova (Szlovénia ) - Sevnica - Zidani Most - Ljubljana - Postojna - Pivka - Divača (csak Velence felé) - Sežana - Villa Opicina (Olaszország ) - Monfalcone - Cervignano-Aquileia-Grado - Latisana-Lignano-Bibione - Portogruaro-Caorle - San Donà di Piave-Jesolo - Venezia Mestre - Venezia Santa Lucia |